# Cittadino dannato
Cittadino dannato (Damn Citizen) è un film del 1958 diretto da Robert Gordon.
È un film poliziesco a sfondo drammatico statunitense con Keith Andes, Margaret Hayes e Gene Evans. È incentrato sui tentativi dell'ex colonnello dell'esercito statunitense ed eroe nella seconda guerra mondiale Francis Grevemberg (interpretato da Andes) di combattere la corruzione nello stato della Louisiana del quale divenne sovrintendente nel 1952.

## Produzione
Il film, diretto da Robert Gordon su una sceneggiatura di Stirling Silliphant, fu prodotto da Herman E. Webber per la Universal International Pictures e girato in Louisiana nel maggio 1957.

## Distribuzione
Il film fu distribuito con il titolo Damn Citizen negli Stati Uniti nel marzo 1958 al cinema dalla Universal International Pictures.
Altre distribuzioni:
- in Svezia il 12 maggio 1958 (Statspolisen slår till)
- in Finlandia il 4 luglio 1958 (Poliisi noidankehässä)
- in Francia il 16 marzo 1960 (Raid contre la pègre)
- in Italia (Cittadino dannato)
- in Germania Ovest (Einer stand allein)

## Promozione
La tagline è: He smashed the rottenest vice-machine in the U.S.!.